# Faneroméni (Héraklion)
Pour les articles homonymes, voir Faneroméni (Tríkala) et Monastère de Faneromeni.
Faneroméni, en grec moderne : Φανερωμένη, est un village du dème de Phaistos, en Crète, en Grèce. Selon le recensement de 2011, la population de Faneroméni compte 63 habitants. Il est situé à une altitude de 80 m.